# Fernando Assis Pacheco
Fernando Santiago Mendes de Assis Pacheco (Coimbra, 1 de fevereiro de 1937 — Lisboa, 30 de novembro de 1995) foi um jornalista, crítico, tradutor e escritor português.

## Biografia
Licenciado em Filologia Germânica pela Universidade de Coimbra, viveu nesta cidade até iniciar o serviço militar, em 1961. Filho de José Maria Assis Pacheco, médico em Coimbra, o seu avô materno era um galego e seu avô paterno era roceiro em São Tomé.
Enquanto jovem, foi ator de teatro, no TEUC e no CITAC, e redator da revista Vértice, o que lhe permitiu privar de perto com o poeta neo-realista Joaquim Namorado e com poetas da sua geração, como Manuel Alegre, bem como com o futuro jornalista José Carlos de Vasconcelos. Foi  membro do Orfeão Académico de Coimbra, onde terá conhecido o cantautor português José Afonso.
Cumpriu parte do serviço militar em Portugal entre 1961 e 1963, tendo seguido como expedicionário para Angola, onde esteve até 1965 e onde nasceu a sua filha Rita. Inicialmente integrado num batalhão de cavalaria, viria a ser reciclado nos serviços auxiliares e colocado no Quartel-General da Região Militar de Angola.
Casou a 4 de fevereiro de 1963 com Maria do Rosário Pinto de Ruela Ramos (27 de Julho de 1941), filha de João Ruella Ramos e de sua mulher Germana Marques Vieira Pinto, de quem teve cinco filhas e um filho.
Em 1977 participou no concurso televisivo «A visita da Cornélia», o que lhe granjeou maior popularidade no palco nacional.
Faleceu subitamente a 30 de Novembro de 1995, à porta da «Livraria Buchholz».

## Obra literária
Publicou a primeira obra em Coimbra, com o patrocínio paterno, não obstante se encontrar, na altura, em África. «Cuidar dos Vivos» é o título do livro de estreia, poemas de protesto político e cívico, com afloramento dos temas da morte e do amor. Em apêndice, dois poemas sobre a guerra em Angola, que terão sido dos primeiros publicados sobre este conflito. O tema da guerra em África voltaria a impor-se na obra poética «Câu Kiên: Um Resumo» (1972), ainda que sob "camuflagem vietnamita", livro que em 1976 conheceria a sua versão definitiva com o título «Catalabanza, Quilolo e Volta».
Na obra «Memória do Contencioso e Outros poemas»(1980) reúne folhetos publicados entre 1972 e 1980, e em «Variações em Sousa» (1987) constitui um regresso aos temas da infância e da adolescência, com Coimbra como cenário, e refinando uma veia jocosa e satírica já visível nos poemas inaugurais. A novela Walt (1978) comprova-o exuberantemente. Era notável em Assis Pacheco a sua larga cultura galega, aliás sobejamente explanada em alguns dos seus textos jornalísticos e no seu romance «Trabalhos e Paixões de Benito Prada». Em A Musa Irregular (1991) reuniu toda a sua produção poética.
Traduziu para português obras de Pablo Neruda e Gabriel García Márquez.

## Jornalista
Nunca conheceu outra profissão que não fosse o jornalismo: deixou a sua marca de grande repórter no Diário de Lisboa, na República, no JL - Jornal de Letras, Artes e Ideias, no Musicalíssimo e no Se7e, onde foi director-adjunto. Foi também redactor e chefe de Redacção de O Jornal, semanário onde durante dez anos exerceu crítica literária, e colaborador da RTP.

## Homenagens
A Junta de Freguesia de Pardilhó descerrou uma placa na fachada da casa, na actual Rua dos Emigrantes, n.º 2, onde passou muitos verões e Páscoas, e onde escreveu parte da sua obra.  
No Bairro de Campo de Ourique, onde viveu em Lisboa, há uma Rua Fernando Assis Pacheco.
No Estoril, onde passou muitas temporadas, e conviveu com o escritor baiano Jorge Amado quando vinha a Portugal, há também uma Rua Fernando Assis Pacheco. 
No Bairro dos Olivais, de Coimbra, onde nasceu e viveu em jovem, há uma Rua Fernando Assis Pacheco.

## Principais obras
- Cuidar dos Vivos (poesia), 1963
- Câu Kiên: Um Resumo (poesia), 1972 (republicado em 1976 com o título Catalabanza, Quilolo e Volta)[9]

- Walt (novela), 1978
- Memórias do Contencioso e Outros Poemas (poesia), 1980
- A Musa Irregular (antologia poética), 1991
- Trabalhos e Paixões de Benito Prada (romance), 1993
- Retratos Falados (colectânea de entrevistas), póstumo - 2001
- Respiração Assistida (poesia), póstumo - 2003
- Memórias de um Craque (crónicas), póstumo - 2005[10]
- Bronco Angel, o cow-boy analfabeto (folhetim, primeiro volume da obra completa), póstumo - 2015
- Tenho Cinco Minutos Para Contar Uma História póstumo - 2017.